# Catecismos testerianos

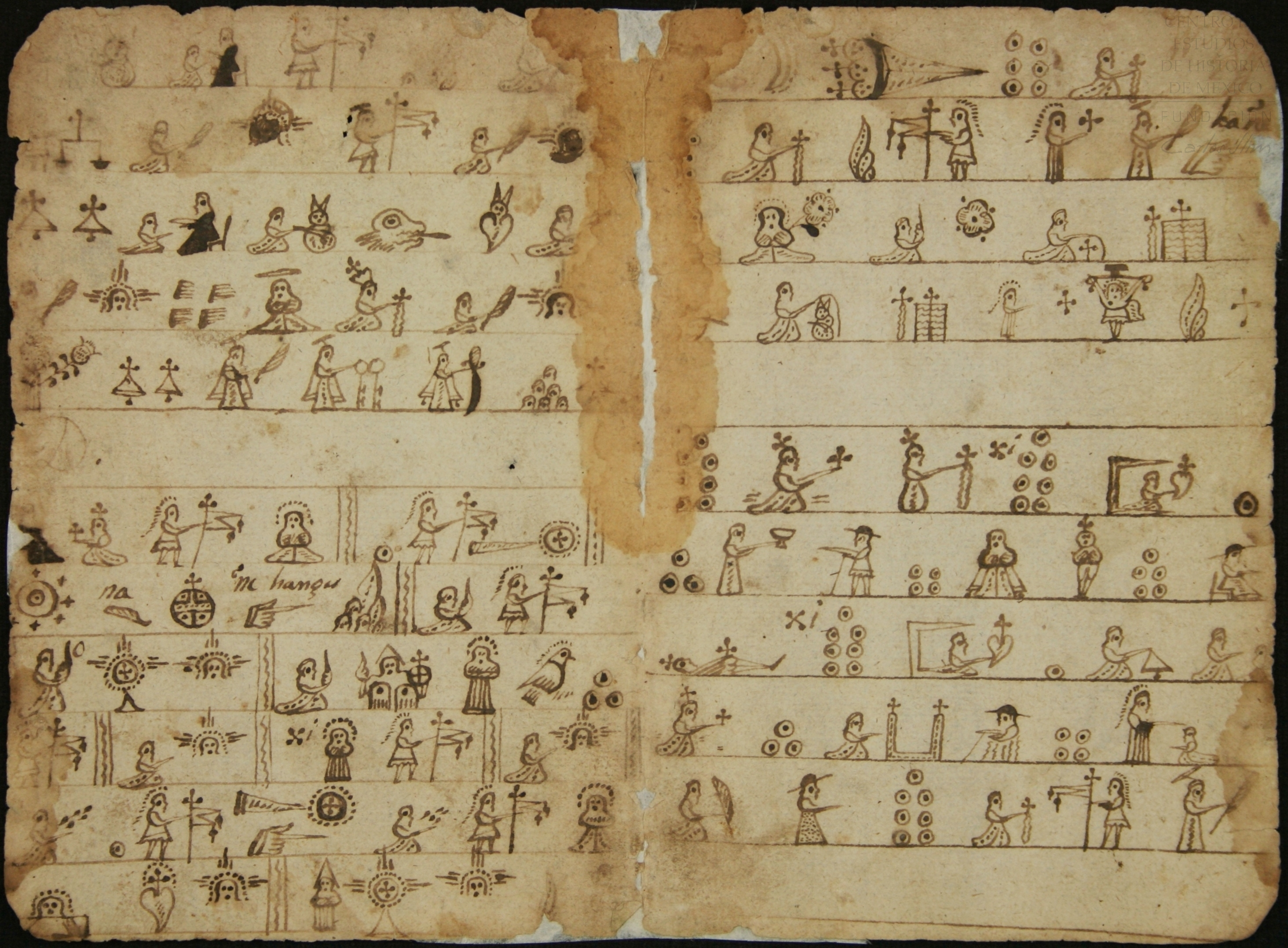
Catecismo testeriano, circa 1524. Centro de Estudios de Historia de México, Fundación Carlos Slim

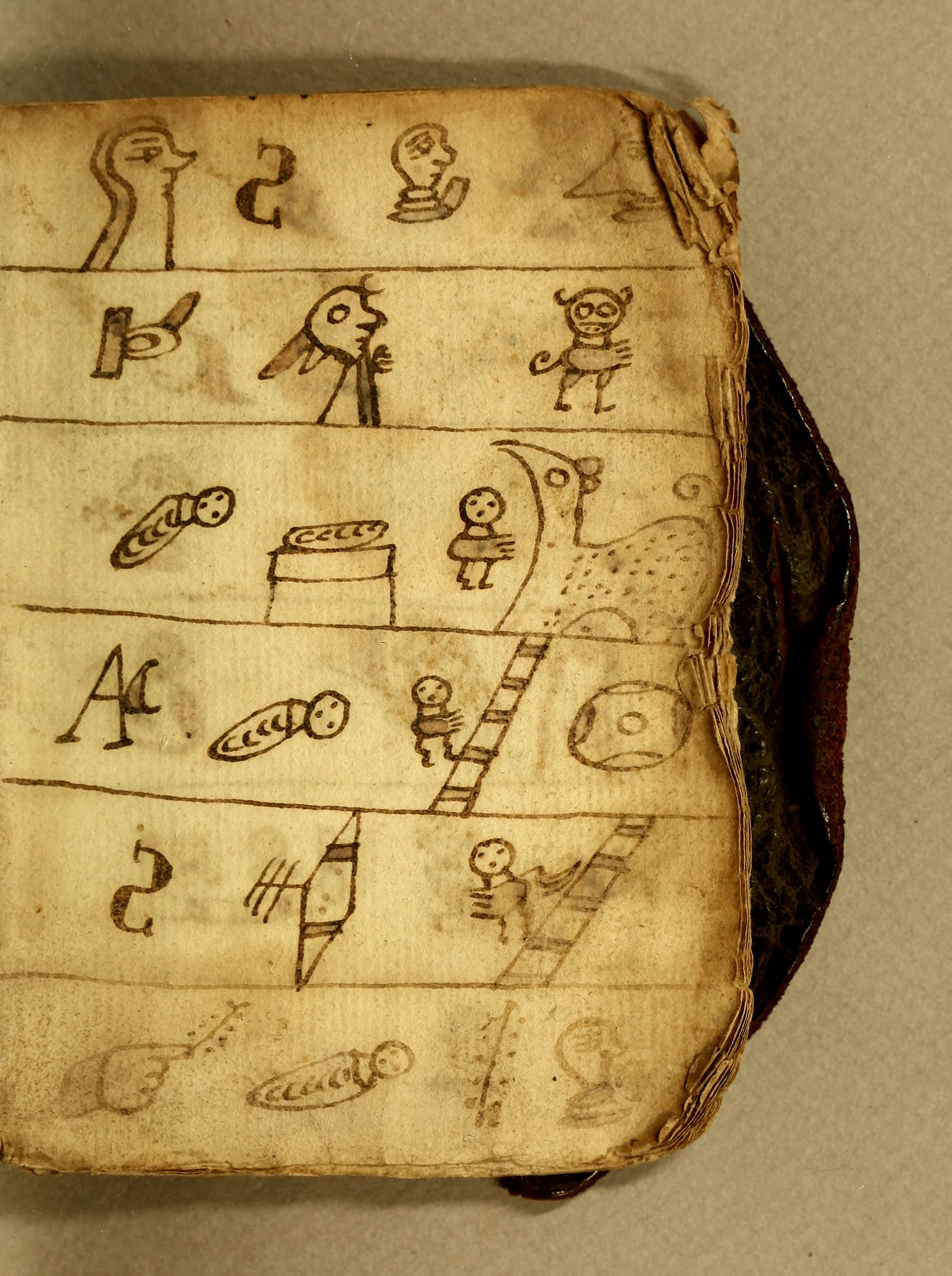
Página del códice Catecismo Testerino en la Biblioteca John Carter Brown

Los catecismos testerianos o catecismos tasterianos también conocidos son documentos utilizados en la evangelización en la Nueva España que se caracterizan por explicar los preceptos de la doctrina católica a través de imágenes basadas en convenciones indígenas previas a la Conquista de México e incorporando algunas veces escritura occidental en español y otras lenguas. Dichos documentos buscaban ser materiales de enseñanza cuando los religiosos desconocían las lenguas del actual territorio de México existentes en dicha época. Autores han discutido si la manufactura es tequitqui o hispana. Deben su nombre a Jacobo de Testera (o Jacobo de Tastera), religioso que elaboró catecismos de este tipo.

## Contexto
Los religiosos que participaron en la evangelización de las nuevas tierras del continente americano buscaron todo tipo de recursos pedagógicos para la transmisión de la doctrina. Ya fueran representaciones teatrales, música, arquitectura, sermones públicos, entre otros, que apoyaran el entendimiento de los nuevos preceptos religiosos. Las imágenes y los documentos que las contenían fueron sometidos a la destrucción por ser considerados materiales idolátricos, pero existió una tolerancia al uso de los mismos cuando fueron reinterpretados para su uso en un contexto religioso. En el caso de los catecismos testerianos, estos fueron utilizados para la transmisión de los Diez Mandamientos católicos, y de oraciones como el Padre Nuestro (el caso de Testera) y el Ave María y el Salve Regina.